# سیارک ۱۲۵۷۷
سیارک ۱۲۵۷۷ (به انگلیسی: 12577 Samra، نامگذاری:1999RA13) دوازده هزار و پانصد و هفتاد و هفتمین سیارک کشف شده‌است که در ۷ سپتامبر ۱۹۹۹ کشف شد.
قدر مطلق سیارک برابر ۱۹.۵ است.